# Tricyphona macrophallus
Tricyphona macrophallus är en tvåvingeart. Tricyphona macrophallus ingår i släktet Tricyphona och familjen hårögonharkrankar.

## Underarter
Arten delas in i följande underarter:
- T. m. actaeon
- T. m. macrophallus